# Levantamento de peso nos Jogos Pan-Americanos de 2011 - Até 63 kg feminino
A categoria até 63 kg feminino do levantamento de peso nos Jogos Pan-Americanos de 2011 foi disputada em 25 de outubro no Fórum de Halterofilismo com seis halterofilistas, cada uma representando um país.

## Calendário
Horário local (UTC-6).
| Data          | Horário | Fase  |
| ------------- | ------- | ----- |
| 25 de outubro | 14:00   | Final |

## Medalhistas
| Ouro   | CAN Christine Girard |
| Prata  | COL Nisida Palomeque |
| Bronze | MEX Luz Acosta       |

## Resultados
| Pos.              | Nome                | País         | Grupo | Peso (kg) | Arranque (kg) | Arremesso (kg) | Total (kg) |
| ----------------- | ------------------- | ------------ | ----- | --------- | ------------- | -------------- | ---------- |
| Medalha de ouro   | Christine Girard    | CAN Canadá   | A     | 62.90     | 106           | 132            | 238        |
| Medalha de prata  | Nisida Palomeque    | COL Colômbia | A     | 62.09     | 100           | 135            | 235        |
| Medalha de bronze | Luz Acosta          | MEX México   | A     | 62.28     | 105           | 125            | 230        |
| 4                 | Leslie Armijo       | CHI Chile    | A     | 61.86     | 90            | 111            | 201        |
| 5                 | Martha Malla        | ECU Equador  | A     | 62.66     | 85            | 110            | 195        |
| 6                 | Silvana Saldarriaga | PER Peru     | A     | 60.23     | 74            | 100            | 174        |